# Вашингтонский договор об интеллектуальной собственности в отношении интегральных микросхем
Вашингтонский договор (англ. Washington Treaty on Intellectual Property in Respect of Integrated Circuits ) — международное соглашение, принятое в 1989 году, посвящённое охране топологий (топографий) интегральных микросхем. Договор не вступил в силу, но к нему уже присоединились Босния и Герцеговина и Сент-Люсия, а Египет ратифицировал договор.
Административные функции договора выполняет Всемирная организация интеллектуальной собственности.